# Vivir así (serie de televisión)
Vivir así es una serie de televisión de antología dramática mexicana creada por Elisa Salinas y producida por José Ambriz para TV Azteca, en el 2002. Fue dirigida la mayor parte de sus episodios por la actriz Angélica Aragón. La serie se estrenó a través de Azteca Trece el 25 de febrero de 2002 en sustitución de Agua y aceite —tras su abrupta cancelación—. La serie tuvo un hiato entre el 15 de abril al 19 de julio de 2002, mientras que la telenovela El país de las mujeres fue emitida en su lugar. La serie reanudó su emisión el 22 de julio de 2002 y finalizó el 9 de agosto de ese mismo año siendo reemplazado por El poder del amor mesés después.

## Premisa
Vivir así presenta historias en donde con el paso de la semana, muestran como los personajes viven en una diversidad de sentimientos y emociones, tales como: amor, odio, tristeza, alegría y pasión.

## Reparto
En cada episodio tuvo como invitados actores que aparecido en la televisión, como:
- Rebecca Jones
- José Ángel Llamas
- Martha Verduzco
- Claudia Fernández
- Alejandro Abeijon
- Eligio Meléndez
- Carmen Madrid
- Carmen Beato
- Luis Miguel Lombana
- Enoc Leaño
- Juan Ybarra
- Giselle Kuri
- Lorena Hegewisch
- Francisco de la O
- Marta Aura
- Juan Carlos Remolina
- Luciana Silveyra
- Arleta Jeziorska
- Gabriela de la Garza
- Eduardo Venegas
- Ana Díaz de León
- Amara Villafuerte
- Susana Alexander
- Rosenda Monteros
- Lourdes Villarreal
- Daniela Bolaños
- Tamara Montserrat
- Ángel Arellano
- Héctor Bonilla[5]
- Aarón Beas[6]

## Listado de emisión
| Temporada | Temporada | Episodios | Episodios | Emisión original      | Emisión original    |
| Temporada | Temporada | Episodios | Episodios | Primera emisión       | Última emisión      |
| --------- | --------- | --------- | --------- | --------------------- | ------------------- |
|           | 1         | 35        | 35        | 25 de febrero de 2002 | 12 de abril de 2002 |
|           | 2         | 15        | 15        | 22 de julio de 2002   | 9 de agosto de 2002 |